# Saint-Jacques (Quebec)
Saint-Jacques (AFI: /sɛ̃ʒɑk/), antiguamente Saint-Jacques-de-la-Nouvelle-Acadie, Saint-Jacques-de-l'Achigan, Saint-Jacques-de-Saint-Sulpice, L'Achigan,  Nouvelle-Acadie, Terres-Promises y Saint-Jacques-de-Montcalm, es un municipio perteneciente a la provincia de Quebec en Canadá. Forma parte del municipio regional de condado (MRC) de Montcalm en la región administrativa de Lanaudière.

## Geografía
Saint-Jacques se encuentra 20 kilómetros al oeste de Joliette en la planicie de San Lorenzo. Limita al norte con Saint-Liguori, al sureste con Sainte-Marie-Salomé, al sur con Saint-Roch-de-l'Achigan y Saint-Esprit, al suroeste con Saint-Alexis y al noroeste con Sainte-Julienne. Su superficie total es de 67,20 km², de los cuales 67,05 km² son tierra firme. La sucesión de bosques y de campos forman un paisaje bucólico.

## Urbanismo
El pueblo de Saint-Jacques se encuentra al cruce de la carretera nacional  QC 158 , la cual va al oeste a Saint-Alexis y Saint-Jérôme y al este a  Joliette, del rang Saint-Jacques (carretera regional  QC 341  norte) que se dirige hacia Rawdon y del chemin du Bas de l’Église (carretera regional  QC 341  sur) hacia L'Épiphanie al sur.

## Historia
Tras 1755, Acadianos se establecieron en la comarca. Hacia 1770, el Grand-Saint-Jacques cubre el territorio de los municipios actuales de Saint-Liguori, Saint-Alexis, L'Épiphanie, Sainte-Marie-Salomé y Saint Gérard. La parroquia católica de Saint-Jacques-de-l’Achigan, recordando Jacques Degeay, cura de L’Assomption, fue fundada en 1772. La oficina de correos de Saint-Jacques abrió en 1835. El municipio de Saint-Jacques-de-Saint-Sulpice o Saint-Jacques-de-l’Achigan fue instituido en 1845 y suprimado en 1847. El municipio de parroquia de Saint-Jacques-de-l'Achigan fue recreado. La cultura de tabaco era una actividad importante antes. En 1912, el municipio de Saint-Jacques-de-l’Achigan fue instituido por separación del municipio de parroquia. Cambió su nombre para el más simple de Saint-Jacques en 1917; el municipio de parroquia hizo del mismo en 1920. Durante su historia, la comunidad local fue conocida sobre diferentes nombres como Saint-Jacques-de-la-Nouvelle-Acadie, L'Achigan, Nouvelle-Acadie, Terres-Promises y Saint-Jacques-de-Montcalm. El pueblo de Saint-Jacques es a menudo llamado el pueblo acadiano. En 1998, los municipios de parroquia y de pueblo se unien para formar el municipio actual.

## Política
Saint-Jacques está incluso en el MRC de Montcalm. El consejo municipal se compone del alcalde y de seis consejeros sin división territorial. El alcalde actual (2016) es Pierre La Salle, que sucedió a Pierre Beaulieu en 2013.
|            | 2005-2009                                                                                      | 2009-2013                                                                                         | 2013-2017                                                                                           |
| Alcalde    | Pierre Beaulieu                                                                                | Pierre Beaulieu                                                                                   | Pierre La Salle                                                                                     |
| Consejeros | Jean-Guy Cadieux Lise Desrosiers François Leblanc Jean-Guy Leblanc Claude Mercier Martin Venne | Jean-Guy Cadieux Lise Desrosiers Pierre La Salle François Leblanc Jean-Guy Leblanc Claude Mercier | Josyanne Forest Michel Lachapelle François Leblanc Isabelle Marsolais Claude Mercier Sophie Racette |

* Consejero al inicio del termo pero no al fin.  ** Consejero al fin del termo pero no al inicio.
El territorio de Saint-Jacques está ubicado en la circunscripción electoral de Joliette a nivel provincial y de Montcalm  a nivel federal.

## Demografía
Según el censo de Canadá de 2011, Saint-Jacques contaba con 4021 habitantes. La densidad de población estaba de 59,7 hab./km². Entre 2006 y 2011 hubo un aumento de 315 habitantes (8,5 %). En 2011, el número total de inmuebles particulares era de 1698, de los cuales 1636 estaban ocupados por residentes habituales, otros siendo desocupados o residencias secundarias. El pueblo de Saint-Jacques contaba con 2653 habitantes, o 66,0 % de la población del municipio, en 2011.
Evolución de la población total, 1991-2015

## Cultura
El poeta Marcel Dugas nació en Saint-Jacques. Hay un simposio de arte y un Oktoberfest en Saint-Jacques.